# Pterostylis toveyana
Pterostylis toveyana är en orkidéart som beskrevs av Alfred James Ewart och Sharman. Pterostylis toveyana ingår i släktet Pterostylis och familjen orkidéer. Inga underarter finns listade i Catalogue of Life.